# Nadia de Santiago
Nadia de Santiago Capell, née le 3 janvier 1990 à Madrid est une actrice espagnole connue pour ses rôles dans Las 13 rosas ainsi que dans Amar en tiempos revueltos et sa suite Amar es para siempre ou dans la série Netflix Les Demoiselles du téléphone.

## Filmographie

### Séries télévisées
| Année       | Titre                                       | Chaîne         | Personnage                               | Notes        |
| ----------- | ------------------------------------------- | -------------- | ---------------------------------------- | ------------ |
| 2002 - 2006 | Hospital Central                            | Telecinco      | Vanesa/Almudena                          | 3 épisodes   |
| 2002 - 2003 | Javier ya no vive solo (es)                 | Telecinco      | Raquel                                   | 26 épisodes  |
| 2003        | Paraíso (es)                                | La 1           | Carmen                                   | 1 épisode    |
| 2004        | Ana y los siete (es)                        | La 1           | Andrea Hidalgo                           | 20 épisodes  |
| 2004 - 2006 | El comisario (es)                           | Telecinco      | Berta/Raquel                             | 2 épisodes   |
| 2005        | Al filo de la ley (es)                      | La 1           | Carla                                    | 7 épisodes   |
| 2005        | La Famille Serrano                          | Telecinco      | Sandra                                   | 1 épisode    |
| 2005 - 2006 | Los hombres de Paco                         | Antena 3       | Kira                                     | 5 épisodes   |
| 2006 - 2009 | Cambio de clase (es)                        | Disney Channel | Mafalda « Mafi »                         | 69 épisodes  |
| 2007        | Compte à rebours                            | Quatre         | Bea                                      | 1 épisode    |
| 2009        | 90-60-90, diario secreto de una adolescente | Antena 3       | Luz Varela                               | 8 épisodes   |
| 2009        | La Señora (es)                              | La 1           | Carmelita                                | 8 épisodes   |
| 2010 - 2012 | Amar en tiempos revueltos                   | La 1           | Asunción « Asun » Muñoz                  | 504 épisodes |
| 2011        | Sofía                                       | Antena 3       | Princesse Sophie de Grèce et de Danemark | 2 épisodes   |
| 2011        | Punta Escarlata (es)                        | Telecinco      | Lucía Castro                             | 9 épisodes   |
| 2013        | Niños robados (es)                          | Telecinco      | Conchita                                 | 2 épisodes   |
| 2013        | Mirabilis                                   | Web série      | Cecilia                                  | 6 épisodes   |
| 2013 - 2015 | Amar es para siempre                        | Antena 3       | Asunción « Asun » Muñoz                  | 469 épisodes |
| 2016        | Le Ministère du temps                       | La 1           | Rosa del Amo                             | 1 épisode    |
| 2016        | El Caso: Crónica de sucesos (es)            | La 1           | Amelia Coso                              | 1 épisode    |
| 2017 - 2020 | Les Demoiselles du téléphone                | Netflix        | María Inmaculada « Marga » Suárez        | 42 épisodes  |
| 2021        | Le Temps de t'oublier                       | Netflix        | Lina                                     | 10 épisodes  |
| 2025        | De parfaites demoiselles                    | Netflix        | Elena Bianda                             | 8 épisodes   |

### Programmes de télévision
| Année | Programme          | Notes         |
| ----- | ------------------ | ------------- |
| 1999  | Aquatrix           | Présentatrice |
| 2000  | Le Sous-marin Bleu | Présentatrice |

### Films
| Année | Titre                             | Personnage             | Notes        |
| ----- | --------------------------------- | ---------------------- | ------------ |
| 2001  | Clara y Elena (es)                | Elena (enfant)         | Secondaire   |
| 2002  | Esta noche, no                    | Nina                   | Protagoniste |
| 2002  | La soledad era esto               | Elena                  | Protagoniste |
| 2002  | El florido pensil (es)            | Enfant du concours     | Secondaire   |
| 2005  | Otros días vendrán                | Vega                   | Protagoniste |
| 2005  | Vie et Couleur                    | Sara                   | Protagoniste |
| 2006  | La hora fría (es)                 | Ana                    | Protagoniste |
| 2006  | Capitaine Alatriste               | Angélica (adolescente) | Secondaire   |
| 2007  | Las 13 rosas                      | Carmen                 | Protagoniste |
| 2009  | La femme sans piano               | Cliente Javen          | Secondaire   |
| 2012  | Ali                               | Ali                    | Protagoniste |
| 2014  | Musarañas                         | L'Enfant               | Protagoniste |
| 2016  | Stop Over in Hell                 | Rose                   | Protagoniste |
| 2019  | El increíble finde menguante (es) | Sira                   | Secondaire   |
| 2019  | 522. Un gato, un chino y mi padre |                        | Secondaire   |

### Court-métrage
| Année | Titre                     | Personnage | Notes |
| ----- | ------------------------- | ---------- | ----- |
| 2002  | Recuerdos de mamá         | Elenita    |       |
| 2007  | Test                      | -          |       |
| 2010  | Mi otra mitad             | Andrea     |       |
| 2013  | La sorpresa de Aquinara   | Nadia      |       |
| 2014  | La cañada de los ingleses | Sirène     |       |
| 2016  | Camada                    | Irene      |       |
| 2016  | Postales                  | Filles     |       |
| 2017  | Dos segundos de silencio  | Isabel     |       |
| 2017  | Orgullo nacional          | Manuela    |       |
| 2018  | 4'9                       |            |       |
| 2019  | Gladiatores               | Elle       |       |

### Théâtre
| Année | Œuvre              | Metteur en scène        |
| ----- | ------------------ | ----------------------- |
| 2014  | Cuatro confesiones | Bárbara Santa-Cruz (es) |
| 2015  | La novia de papá   | Joe Ou’Curneen          |

## Distinctions
- Nommée au Prix Goya du meilleur espoir féminin pour son rôle dans Las 13 rosas (2007)
- Biznaga de Plata de la meilleure actrice dans un court-métrage au Festival de cinéma de Málaga pour son rôle dans Test (2008)